# سعیدآباد (پیشوا)
سعیدآباد روستایی در دهستان عسگریه بخش مرکزی شهرستان پیشوا استان تهران ایران است.

## جمعیت
بر پایه سرشماری عمومی نفوس و مسکن در سال ۱۳۹۵ جمعیت این روستا ۴۵۳ نفر (۱۲۳خانوار) بوده‌است.